# Sunja

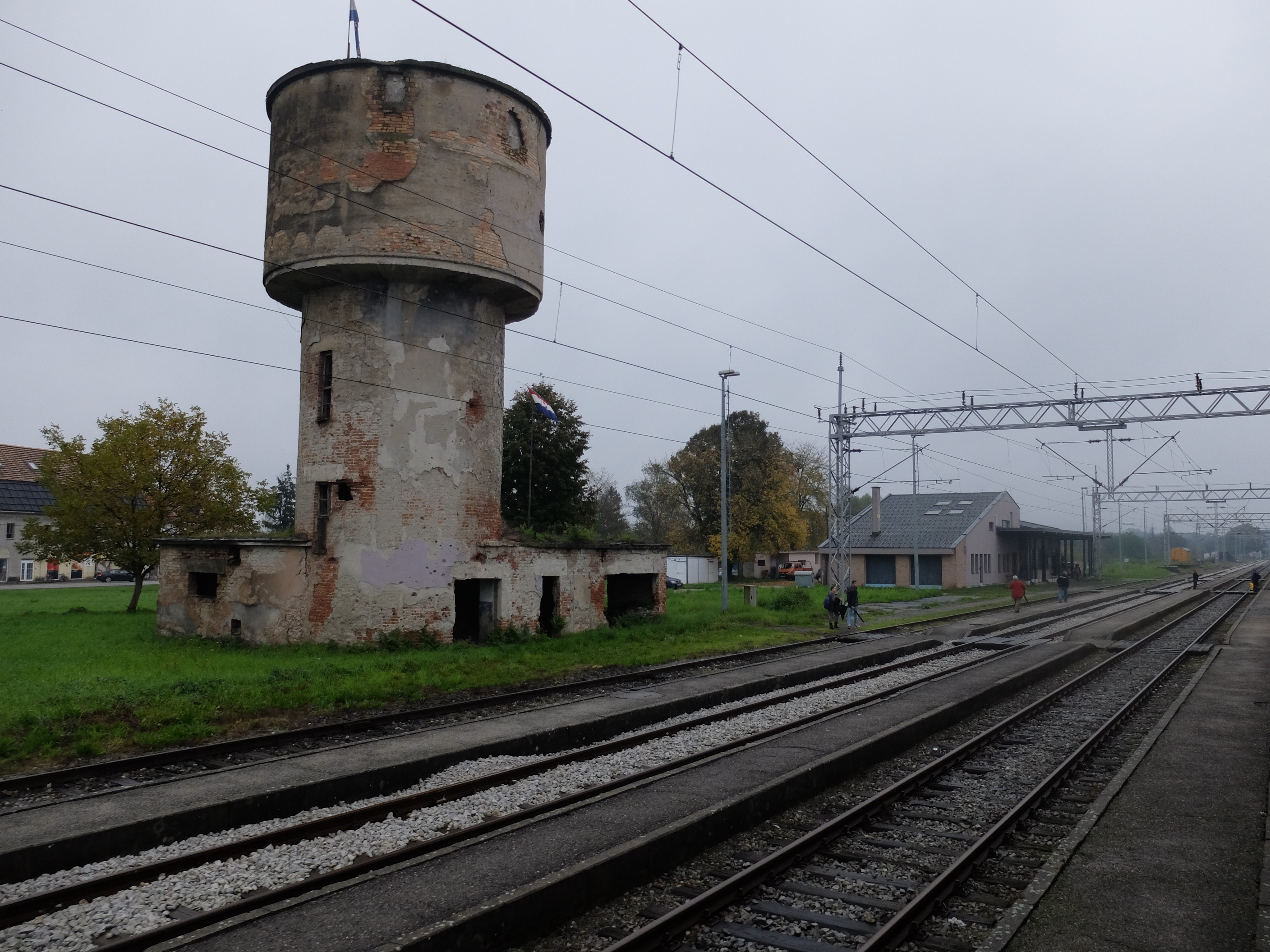
Stazione ferroviaria

Sunja  è un comune della Croazia di 7 376 abitanti della regione di Sisak e della Moslavina.